# Hohenwurz
Hohenwurz, im 19. Jahrhundert auch Hochenwurz, ist eine Ortschaft in der Gemeinde Glödnitz im Bezirk St. Veit an der Glan in Kärnten. Die Ortschaft hat 0 Einwohner (Stand 1. Jänner 2024). Im 19. Jahrhundert erstreckte sich der Ort auch auf die Gemeinde Weitensfeld im Gurktal.

## Lage
Hohenwurz liegt am Mödringbergzug, rechtsseitig über dem vom Mödringbach durchflossenen Zauchwinkelgraben, in der Katastralgemeinde Glödnitz, etwa 5 km nördlich von Altenmarkt. Zur Ortschaft in der Gemeinde Glödnitz gehören Ossacherhube (Nr. 1), Tamegger (Dammegger; Nr. 2) und Trebitzer (Nr. 6).
Die unweit davon, nordwestlich von Mödritsch in der Katastralgemeinde Altenmarkt gelegene Brunnkeusche bildete im 19. Jahrhundert eine Ortschaft Hohenwurz in der Gemeinde Weitensfeld.

## Geschichte
Der Ort wird 1326 als Wirtz genannt.
In der ersten Hälfte des 19. Jahrhunderts lag der gesamte Ort im Steuerbezirk Albeck.
Bei Gründung der Ortsgemeinden Mitte des 19. Jahrhunderts kam der in der Katastralgemeinde Glödnitz gelegene Teil des Orts an die Gemeinde Glödnitz, der in der Katastralgemeinde Altenmarkt gelegene Teil des Orts kam an die Gemeinde Weitensfeld und wurde bald danach aufgegeben.
Bei der Kärntner Gemeindestrukturreform von 1973 kam Hohenwurz zur damals neu errichteten Gemeinde Weitensfeld-Flattnitz, bei deren Auflösung 1991 bildete es wieder eine Ortschaft in der Gemeinde Glödnitz.

## Bevölkerungsentwicklung
Für die Ortschaft Hohenwurz in der Gemeinde Glödnitz ermittelte man folgende Einwohnerzahlen:
- 1869: 4 Häuser, 49 Einwohner[3]
- 1880: 7 Häuser, 66 Einwohner[4]
- 1890: 4 Häuser, 30 Einwohner[5]
- 1900: 4 Häuser, 32 Einwohner[6]
- 1910: 5 Häuser, 16 Einwohner[7]
- 1923: 5 Häuser, 29 Einwohner[8]
- 1934: 42 Einwohner[9]
- 1961: 3 Häuser, 9 Einwohner[10]
- 2001: 3 Gebäude (davon 2 mit Hauptwohnsitz) mit 2 Wohnungen; 4 Einwohner und 1 Nebenwohnsitzfall; 2 Haushalte; 0 Arbeitsstätten, 3 land- und forstwirtschaftliche Betriebe[11]
- 2011: 2 Gebäude, 1 Einwohner, 1 Haushalt, 0 Arbeitsstätten[12]
- 2021: 2 Gebäude, 0 Einwohner, 0 Haushalte, 1 Arbeitsstätte[13]

Für die Ortschaft Hohenwurz in der Gemeinde Weitensfeld ermittelte man folgende Einwohnerzahlen:
- 1869: 0 Häuser, 0 Einwohner[3]